# Eric Nares

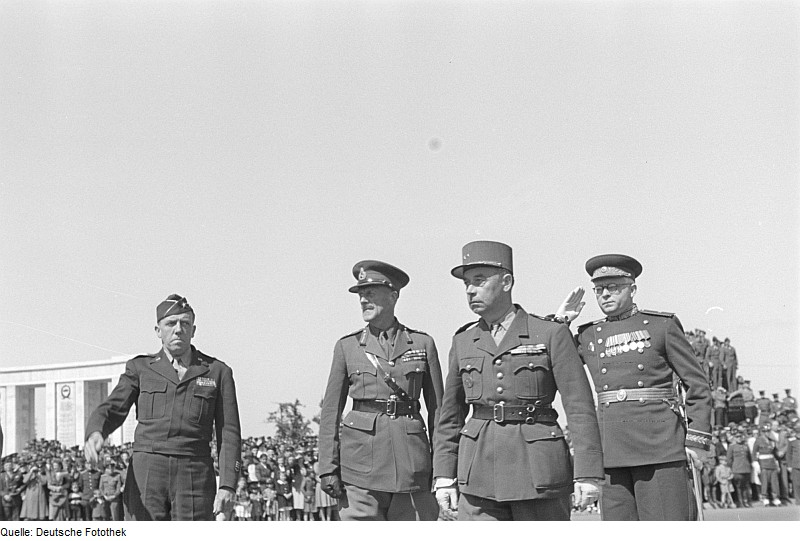
Die Stadtkommandanten Ray Barker, Eric Nares, Charles Lançon und Alexander Kotikow (v. l. n. r.) während der Alliierten-Parade am 8. Mai 1946

Eric Paytherus Nares CBE MC & Bar (* 9. Juli 1892 in Windsor/Berkshire, England; † 18. Juni 1947 in London) war ein britischer Offizier und Generalmajor des Heeres.
Von August 1945 bis Juni 1947 war er der zweite Kommandant des Britischen Sektors von Berlin und somit einer der alliierten Stadtkommandanten.

## Militärlaufbahn
Eric Nares war Absolvent des in der englischen Grafschaft Wiltshire gelegenen Marlborough College und besuchte im Anschluss, gemeinsam mit seinem Bruder Llewelyn, die Royal Military Academy Sandhurst. Unter seinen Studienkollegen befanden sich auch der spätere General Sir Montagu Stopford sowie der spätere Generalleutnant Sir Kenneth Anderson.
Am 20. September 1911 wurde Nares in das Cheshire-Regiment nach Indien berufen.
Während des Ersten Weltkriegs wurde er vor allem in Frankreich und Belgien eingesetzt. Nares wurde bei Kampfhandlungen mehrfach verwundet und u. a. mit dem Military Cross ausgezeichnet.
Nach Kriegsende wurde er nach Westafrika versetzt und diente bis 1924 bei der West African Frontier Force, einer Multi-Einheit, die in den damaligen britischen Kolonien zum Einsatz kam.
Ab 1927 absolvierte er ein Studium am Staff College Camberley und übernahm 1931 den Posten des Stabschefs der britischen Truppen in China. Während des arabischen Aufstandes wurde er 1936 kurzzeitig zum Kommandierenden Offizier des 2. Bataillons des Chestershire Regiments und schließlich zum Adjutanten des Generalquartiermeisters der 8. Division in Palästina berufen.
Nach Ausbruch des Zweiten Weltkriegs diente Nares im Mittleren und Nahen Osten sowie in Nordafrika. Von Januar bis November 1944 war er als Kommandeur in Italien eingesetzt. Diese Verwendung brachte ihm nicht nur britische Auszeichnungen, sondern auch die Verleihung des amerikanischen Legion of Merit durch US-Präsident Harry Truman ein.

## Stadtkommandant in Berlin
Als Nachfolger von Lewis Lyne wurde Eric Nares, inzwischen zum Generalmajor befördert, im August 1945 neuer und zugleich zweiter Kommandant des Britischen Sektors von Berlin und somit einer der vier alliierten Stadtkommandanten.
Er bildete mit den US-Amerikanern Floyd Parks, James Gavin (ab September 1945), Ray Barker (ab Oktober 1945), Frank Keating (ab Mai 1946) und Cornelius Ryan (ab Mai 1947), den Sowjets Alexander Gorbatow, Dimitri Smirnow (ab November 1945) und Alexander Kotikow (ab April 1946) sowie den Franzosen Geoffrey de Beauchêsne, Charles Lançon (ab März 1946) sowie Jean Ganeval (ab Oktober 1946) als Alliierte Kommandantur die höchste Instanz der Vier-Sektoren-Stadt.
In seine Amtszeit fiel auch die Eröffnung der Technischen Universität Berlin, die der britische Stadtkommandant am 9. April 1946 persönlich vornahm.
Nares war der erste britische Stadtkommandant, der die im Berliner Ortsteil Gatow befindliche Villa Lemm als Wohnsitz bezog.
Nachdem die Sowjetunion die Vereinigung von KPD und SPD in ihrer Zone forcierten, setzten sich Nares und der französische Stadtkommandant Lancon während der Sitzung der Alliierten Kommandantur am 26. April 1946 für freie Wahlen in den West-Sektoren ein. Nares schlug daraufhin zunächst den 1. August 1946 als Tag der Wahl zur Stadtverordnetenversammlung von Groß-Berlin vor, die dann tatsächlich am 20. Oktober 1946 erfolgte.
Am 8. Mai 1946, dem ersten Jahrestag der Deutschen Kapitulation, nahm Nares als Vertreter der britischen Besatzungsmacht die Alliierten-Parade zur Einweihung des Sowjetischen Ehrenmals ab.
Eric Nares erkrankte während seiner Amtszeit an Lungenkrebs und ließ sich am 13. Juni 1947 aus gesundheitlichen Gründen von seinen Aufgaben entbinden. Im Amt des Stadtkommandanten folgte ihm im August Sir Otway Herbert nach.
Nur wenige Tage später, am 18. Juni 1947, starb Eric Nares mit nur 54 Jahren im Queen Alexandra's Military Hospital in London an den Folgen seiner Erkrankung.
Er ist der als erstes und an Jahren als Jüngster verstorbene Stadtkommandant der vier Alliierten.

## Privates
Eric Nares war der jüngste Sohn von Ramsey Nares und dessen Frau Marie Jeanette. Bei seinem Bruder handelte es sich um den britischen Offizier Llewelyn Nares.
Eric Nares war mit der Niederländerin Jeanne Hubertine verheiratet. Sie erkrankte während eines Auslandseinsatzes ihres Mannes in Palästina schwer und verstarb kurze Zeit später. Nares heiratete nicht mehr und blieb kinderlos.
Er war starker Raucher, was letztlich auch zu seiner Krebserkrankung geführt haben soll.
Nach seinem Tod wurde er mit einer großen Trauerfeier in der Kirche St. Thomas-on-the-Bourne im englischen Farnham geehrt und im Anschluss eingeäschert. Seine Kameraden widmeten dem Generalmajor eine Gedenktafel in der als Regimentskapelle genutzten Chester Cathedral.

## Auszeichnungen
- Commander des Order of the British Empire
- Military Cross & Bar
- Mentioned in dispatches (mehrfach)
- Commander der Legion of Merit
- Gedenktafel in der Chester Cathedral